# Sobór Narodzenia Pańskiego w Kargopolu
Sobór Narodzenia Pańskiego – prawosławny sobór w Kargopolu.
Został wzniesiony z cegły i kamienia w II połowie XVI w. w stylu naśladującym architekturę cerkwi moskiewskiego Kremla. Była to pierwsza kamienna budowla miasta i zarazem najważniejsza prawosławna świątynia w Kargopolu, której rozmiary i dekoracja miały oddawać bogactwo miasta. Główna nawa obiektu jest zbudowana na planie kwadratu, z pięcioma kopułami (w centralnym miejscu oraz w narożnikach) zwieńczonymi krzyżami, na kolistych ceglanych bębnach. Okna soboru są półkoliste lub prostokątne, z ozdobnymi obramowaniami. Elewacje obiektu są rozczłonkowane półkolumnami; konstrukcję w narożnikach naw podtrzymują skarpy, wzniesione w XVIII w. po pożarze w celu wzmocnienia obiektu. W XVII w. do głównej bryły cerkwi dostawiono dodatkową kaplicę z ołtarzem Świętych Aleksego i Filipa. Było to prawdopodobnie związane z faktem, iż w 1652 w soborze przez krótki czas były przechowywane relikwie metropolity Moskwy Filipa w trakcie ich transportu z Monasteru Sołowieckiego do stolicy, na polecenie patriarchy Nikona. W czasie rozbudowy wykonano również nową dekorację rzeźbiarską na elewacjach obiektu. W 1778 powstała trójkondygnacyjna dzwonnica soborowa, zbudowana na cześć carycy Katarzyny II.
W 1936 w soborze zostało urządzone muzeum, które do dziś administruje tym obiektem. We wnętrzu zachował się oryginalny ikonostas z XVIII stulecia oraz fragment pierwotnej dekoracji malarskiej wnętrza. Dzwonnica cerkwi pełni funkcję tarasu widokowego.